# Vallam (Thanjavur)
Vallam es una ciudad y nagar Panchayat situada en el distrito de Thanjavur en el estado de Tamil Nadu (India). Su población es de 16758 habitantes (2011).

## Demografía
Según el censo de 2011 la población de Vallam era de 16758 habitantes, de los cuales 7812 eran hombres y 7946 eran mujeres. Vallam tiene una tasa media de alfabetización del 89,02%, superior a la media estatal del 80,09%: la alfabetización masculina es del 93,51%, y la alfabetización femenina del 85,21%.